# Gottfried Finger

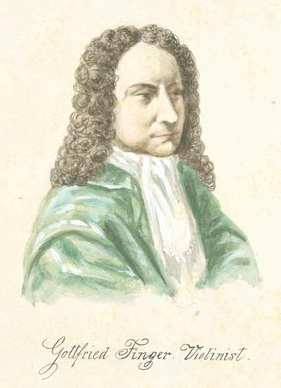
Portret van Gottfried Finger als violist

Gottfried Finger, geboren rond 1660 in Olomouc (Moravië, Tsjechië), en begraven op 31 augustus 1730 in Mannheim, Duitsland, was een Moravisch-Duitse kapelmeester en componist.

## Levensloop
Gottfried Finger kreeg zijn muzikale opleiding in zijn geboorteplaats, en begon zijn carrière aan het hof van de prins-bisschop van Olomouc, Karl von Liechtenstein-Kastelkorn (1623-1695). Later musiceerde hij in Kroměříž, Tsjechië, waar zijn oudste composities werden bewaard.  
In 1682 verbleef hij als muzikant in München, waarna hij naar Engeland reisde. In 1685 trad hij toe tot de koninklijke hofkapel van Jacobus II van Engeland, onder de naam Godfrey Finger. Na de ballingschap van de koning in 1688 werkte hij tot 1701 zelfstandig als componist in Londen, en werd er een invloedrijke figuur in het muzikale leven. Het feit dat Finger een kopie bezat van de partituur van het werk Chelys van de Vlaamse componist Carel Hacquart suggereert dat de twee componisten mogelijk hebben samengewerkt in Engeland. 
Terug uit Engeland werkte hij als kamermusicus in Wrocław (Breslau), en vanaf 1702 aan het hof in Berlijn. In 1707 werd hij lid van de hofkapel van de keizerlijke stadhouder in Innsbruck, en vanaf 1708 diens concertmeester.
Hij bleef deze functie waarschijnlijk behouden tot zijn dood, ondanks de verhuizing van het hof naar Neuburg an der Donau (1717), Heidelberg (1718) en Mannheim (1720). In 1723 werd hij nog vermeld als lid van de Mannheimer hofkapel.

## Muzikale betekenis
Fingers composities voor gemaskerd bal, singspiels en opera's werden beïnvloed door zijn Moravische en Boheemse tijdgenoten Pavel Vejvanovsky en Heinrich Biber. Gottfried Finger creëerde ook sonates voor verschillende instrumenten. Hij componeerde ook theatermuziek tijdens zijn verblijf in Londen, en twee opera's voor Berlijn. 
Een catalogus van zijn werken is te vinden in Musik in Geschichte und Gegenwart (MGG), 1e editie (1949-1962), deel 4. 

Intrada A-Dur

Curiosa D-Dur